# Йован Маркович (футболіст)
Йован Маркович (серб. Jovan Marković, рум. Iovan Marcovici, нар. 23 березня 2001, Белград) — румунський футболіст сербського походження, нападник клубу «КС Університатя» та національної збірної Румунії.

## Клубна кар'єра
Йован Маркович народився 2001 року в Белграді у сім'ї серба і румунки з міста Корабія. Футболом почам займатися після переїзду до Румунії, спочатку займався в юнацькій команді футбольного клубу «Корабія», пізніше перейшов до школи футбольного клубу «КС Університатя». У дорослому футболі дебютував 2017 року виступами в основній команді «КС Університатя», в якій грав до 2020 року, проте зіграв лише у 10 матчах чемпіонату, й керівництво клубу вирішило віддати молодого футболіста в річну оренду до клубу «Академіка» (Клінчень). Протягом сезону 2020—2021 років Маркович грав за команду з Клінчені, провівіши 26 матчів чемпіонату.
У 2021 році футболіст повернувся до «КС Університатя». У цьому ж році у складі команди став володарем Суперкубка Румунії. Станом на жовтень 2022 року відіграв за крайовську команду 92 матчі в національному чемпіонаті.

## Виступи за збірні
2018 року Йован Маркович дебютував у складі юнацької збірної Румунії (U-17), загалом на юнацькому рівні взяв участь у 7 іграх, відзначившись 2 забитими голами. З 2021 року Маркович грає у складі молодіжної збірної Румунії. На молодіжному рівні зіграв у 2 матчах. У 2021 році футболіст також дебютував у складі національної збірної Румунії, за яку на кінець липня 2022 року зіграв 3 матчі, в яких забитими м'ячами не відзначився.

## Титули і досягнення
- Володар Суперкубка Румунії (1):

«КС Університатя»: 2021